# Конда (приток Кети)
Конда (в верховье — Малая Конда) — река в Пировском районе Красноярского края России. Устье реки находится в 1415 км от устья по левому берегу реки Большая Кеть. Длина реки составляет 33 км. Притоки — Кириков, Архипов.

## Данные водного реестра
По данным государственного водного реестра России относится к Верхнеобскому бассейновому округу, водохозяйственный участок реки — Кеть, речной подбассейн реки — бассейн притоков (Верхней) Оби от Чулыма до Кети. Речной бассейн реки — (Верхняя) Обь до впадения Иртыша.